# Aakre
Aakre (Duits: Ayakar) is een plaats in de Estlandse gemeente Elva, provincie Tartumaa. De plaats heeft de status van dorp (Estisch: küla) en telt 272 inwoners (2021).
Tot in oktober 2017 lag Aakre in de gemeente Puka. Die gemeente werd in oktober 2017 opgedeeld tussen de gemeenten Elva en Otepää. Aakre ging naar Elva en verhuisde daarmee van de provincie Valgamaa naar de provincie Tartumaa.

## Geschiedenis
In de buurt van Aakre zijn resten gevonden van een fort, dat in gebruik was tussen de 4e en de 1e eeuw voor Christus en van een begraafplaats die de naam Aakre Kivivare (‘Steenhoop bij Aakre’) heeft gekregen en vermoedelijk is gebruikt tussen de 8e eeuw voor Christus en de 5e eeuw na Christus. De vindplaatsen bevinden zich bij het huidige dorp Palamuste.
Het landgoed Aakre werd voor het eerst genoemd in 1557 onder de naam Aicker. In 1582 wordt ook een dorp Aiakiell genoemd. Het landgoed werd in de vroege jaren twintig van de 20e eeuw verdeeld onder kleine boeren.
Het landhuis van het landgoed, dat uit de eerste helft van de 19e eeuw dateert, is in 1934 verbouwd tot school. Dat is het nog steeds. Enkele bijgebouwen zijn ook bewaard gebleven.
In 1928 kreeg Aakre een station aan de spoorlijn Tartu - Valga. In 2008 werd de lijn gesloten voor onderhoudswerkzaamheden. Toen de lijn in 2010 weer openging, bleven Aakre en enkele andere haltes dicht.

## Foto's

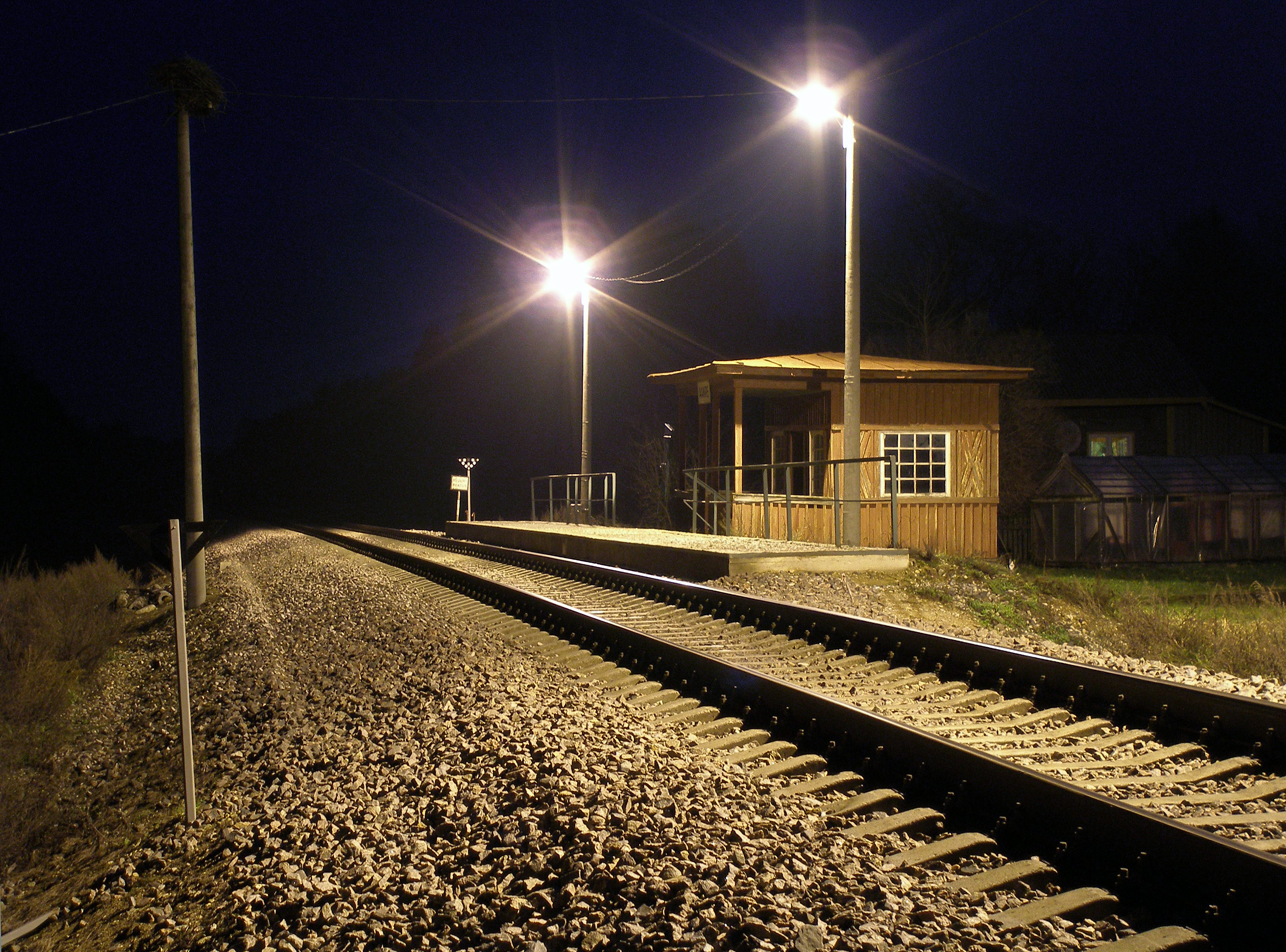
Het station Aakre in 2006
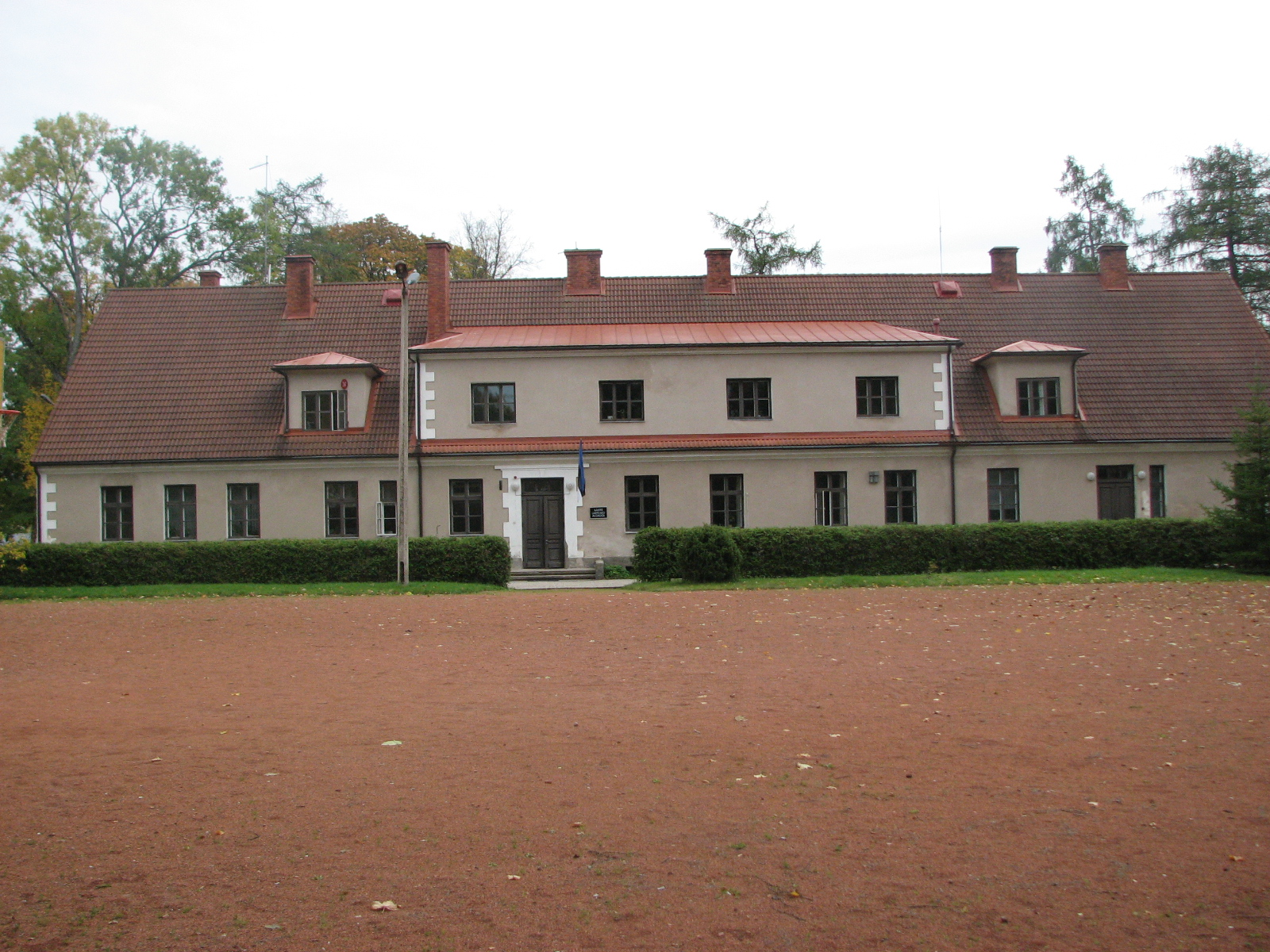
Het landhuis van Aakre
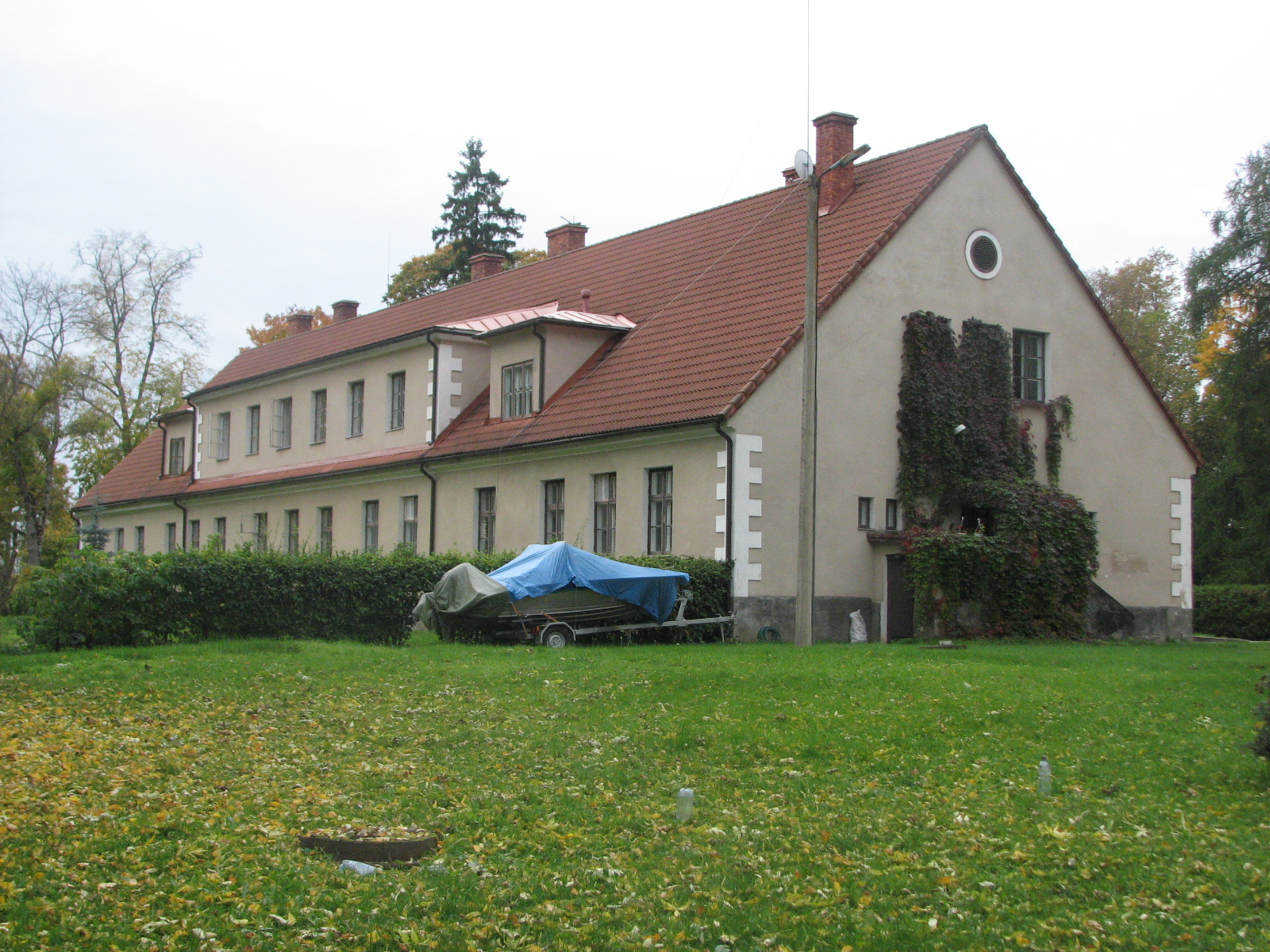
Het landhuis, zijaanzicht
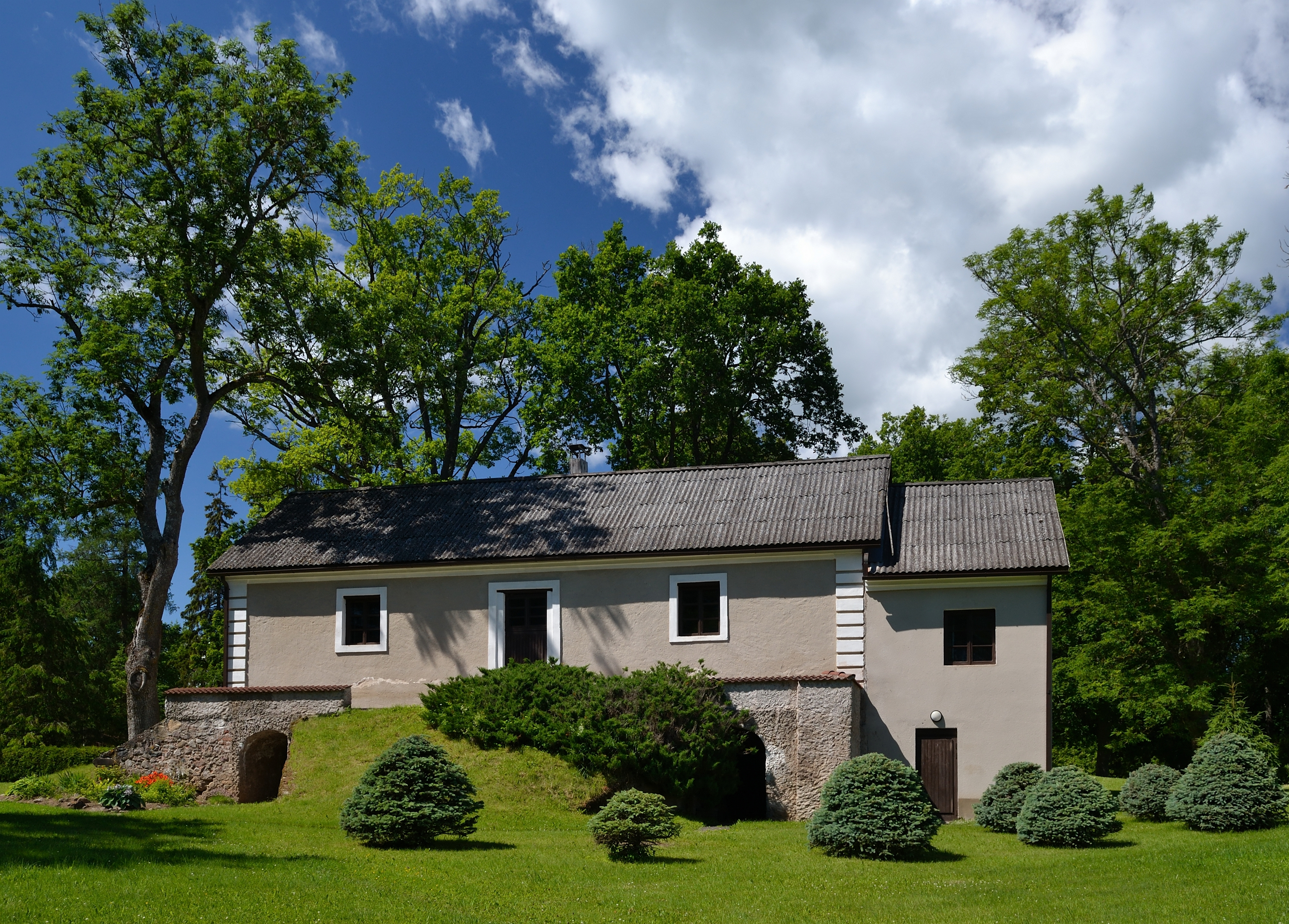
Graanschuur annex ijskelder
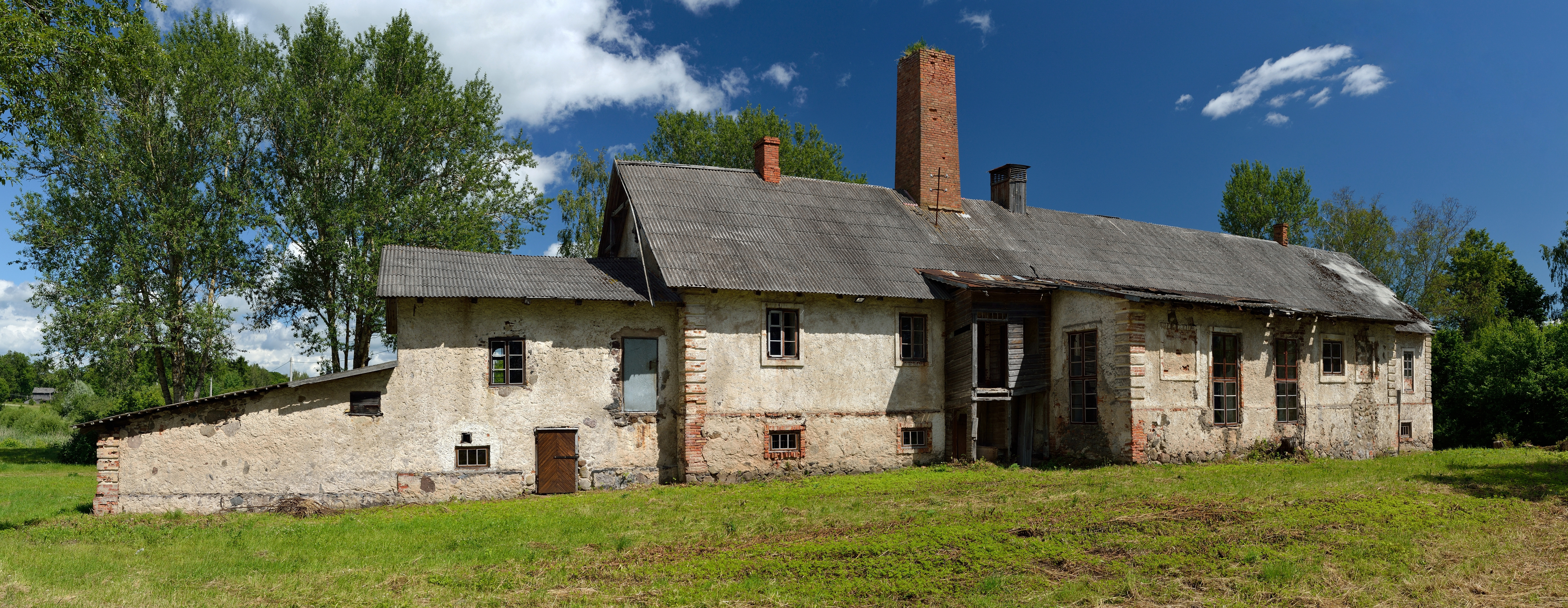
Wodkastokerij